# Rusandru Gheran
Rusandru Gheran  (n.  19 august 1879, Șeitin, comitatul Arad, Regatul Ungariei – d. 1 octombrie 1953, Șeitin, Regiunea Arad, Republica Populară Romînă) a fost un deputat în Marea Adunare Națională de la Alba Iulia, organismul legislativ reprezentativ al „tuturor românilor din Transilvania, Banat și Țara Ungurească”, cel care a adoptat hotărârea privind Unirea Transilvaniei cu România, la 1 decembrie 1918.

## Biografie
A absolvit șase clase primare, lucrând ulterior ca agricultor. A fost comandantul Gărzii Naționale Române din Șeitin. La momentul Marii Uniri a fost delegat titular al Cercului electoral Nădlac, jud. Cenad iar după 1918 a lucrat pe postul de administrator la primăria din satul său natal. S-a stins din viață pe 1 octombrie 1953.